# Cruzamento cromossómico

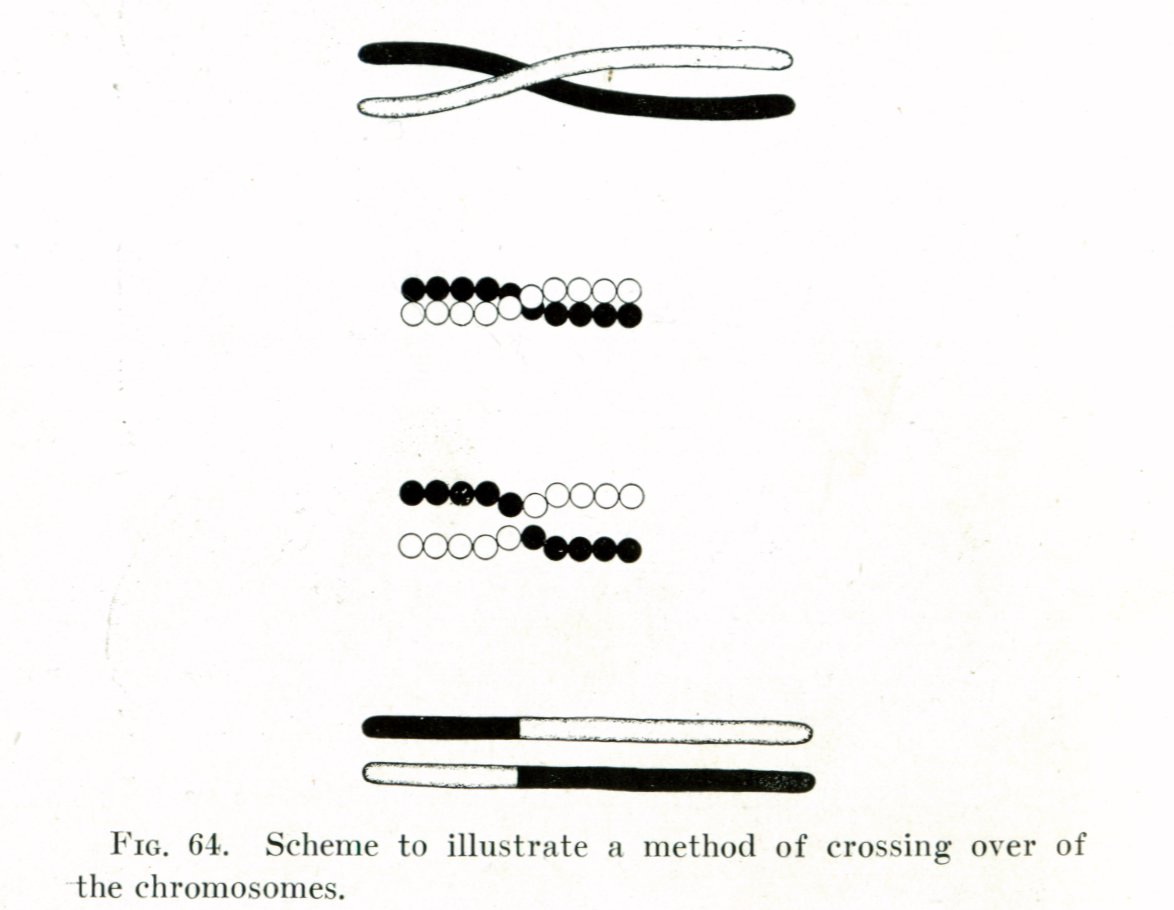
Ilustração do cruzamento cromossómico da autoria de Thomas Hunt Morgan (1916)

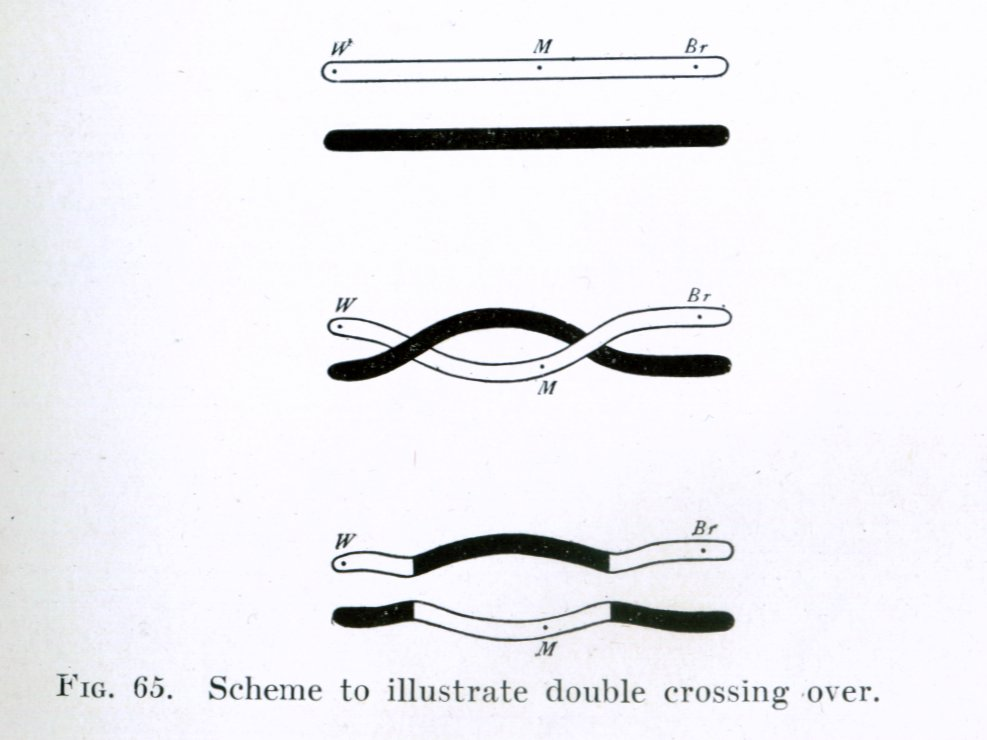
Duplo cruzamento cromossómico.

A recombinação implica a quebra e nova ligação dos cromossomas anfitriões.

Cruzamento cromossómico (ou crossing-over) é uma troca de material genético entre cromossomas homólogos. É uma das fases finais da recombinação genética, que ocorre durante a prófase I da meiose, no processo designado por sinapse. A sinapse tem início antes da formação do complexo sinaptonémico e só é completada já próximo do fim da prófase I. O cruzamento ocorre normalmente quando regiões emparelhadas de cromossomas igualmente emparelhados se rompem e depois voltam a se ligar ao outro cromossoma.[carece de fontes?]
A teoria do cruzamento cromossómico foi proposta por Thomas Hunt Morgan, com base na descoberta de Frans Alfons Janssens, que descreveu o fenómeno em 1909, designando-o por "quiasmatopia". O termo quiasma está intimamente ligado ao cruzamento cromossómico. Morgan apercebeu-se da importância imensa da interpretação citológica do quiasma de Janssens para a sua própria pesquisa sobre a hereditariedade da Drosophila sp.. Os fundamentos físicos do cruzamento cromossómico foram demonstrados pela primeira vez por Harriet Creighton e Barbara McClintock, em 1931.